# Johann Peters (Theologe)
Johann Peters (auch Johannes oder Jean Peters; * 4. Oktober 1831 in Beyren; † 21. September 1897 in Pfaffenthal) war ein luxemburgischer römisch-katholischer Geistlicher und Theologe.

## Leben
Peters absolvierte von 1846 bis 1852 die Gymnasialklassen am Athénée de Luxembourg (Athenäum), in den Jahren 1852 und 1853 den Philosophiekursus und trat anschließend im Herbst 1853 in das Priesterseminar Luxemburg ein. Er studierte bis 1856 Theologie und wurde am 29. August 1856 in Trier durch Bischof Wilhelm Arnoldi zum Priester geweiht. Danach setzte er sein Studium der Theologie an der Universität Bonn fort, an der er auch Rechtswissenschaften hörte. Von Bonn wechselte er zu weiteren Studien 1858 nach Rom. Dort lebte er im Priesterkolleg Santa Maria dell’ Anima bis 1859 und wurde zum Dr. iur. utr. promoviert.
Peters erhielt zum 22. Juni 1859 eine Stelle als Vikar an der Kathedrale unserer lieben Frau in Luxemburg. Zum 28. November 1861 wurde er Professor am Luxemburger Priesterseminar für Liturgie, Patrologie und Kirchengeschichte sowie auch der deutschen und der französischen Literatur und zum 7. April 1878 außerdem dessen Subregens. Am 2. April 1879 wurde er Domkapitular, 1880 Mitglied des Kuratoriums des Luxemburger Athenäums und 1881 Mitglied der Schulkommission. 
Peters gehörte 1894 zu den Gründungsmitgliedern des Vereins für Luxemburger Geschichte, Kunst und Literatur, daneben war er ab 1895 Präsident der Section historique de 1' Institut grand-ducal de Luxembourg. Er zog sich auf der Heimreise vom IV. Internationalen wissenschaftlichen Katholikenkongress aus Freiburg im Üechtland eine Erkältung zu, an deren Folge er kurz darauf in Luxemburg starb.
Peters wurde am 25. September 1897 auf dem Friedhof seines Heimatorts beigesetzt.

## Werke (Auswahl)
- Die Bischofsweihe. Kurze Erläuterungen der Ceremonien bei der heiligen Handlung, von einem Priester des Apostolischen Vikariates Luxemburg , Luxemburg 1863.
- Die Lehre des hl. Cyprian von der Einheit der Kirche gegenüber den beiden Schismen in Karthago und Rom. Dogmenhistorische Studie aus der Mitte des dritten Jahrhunderts, Luxemburg 1870.
- Der hl Cyprian von Karthago, Bischof, Kirchenvater und Blutzeuge Christi, in seinem Leben und Wirken dargestellt. Dogmenhistorische Studie, Regensburg 1877.
- Sebastian Franz de Blanchart und seine Luxemburger Chronik. In: Publications de la Société pour la Recherche et la Conservation des Monuments Historiques dans le Grand-Duché de Luxembourg (PSH), Band 46 (1898), S. 107–218.